# Hondsbeek
De Hondsbeek of Honsbeek is een waterloop in de omgeving van Born in de Nederlandse provincie Limburg.
De Hondsbeek ontstaat uit de samenvloeiing van verschillende bronbeekjes in het natuurgebied Grasbroek, dat gelegen is ten zuiden van Born en ten noorden van Guttecoven. Ter hoogte van kasteel Grasbroek komt de Kattebroekerbeek met deze beek samen en vervolgens stroomt ze in westelijke richting verder naar Born. De beek loopt onder de A2 door en oorspronkelijk liep ze vanaf hier verder door het bebouwde gebied van Born, maar sinds de jaren 1960 is de hoofdstroom parallel aan de A2 verlegd in noordelijke richting. De oude tak is tegenwoordig grotendeels overkluisd en voedt nog steeds de kasteelgracht van kasteel Born. Tot 1944 was er op de Hondsbeek in Born een watermolen in gebruik, die in 1964 gesloopt is. Ten noordoosten van Born komen de oude en de nieuwe tak weer samen en is de regenwaterbuffer "Aldenhof" aangelegd die dient om overtollig regenwater uit de beek tijdelijk op te vangen. Ter hoogte van het woonwagenkamp "Achter het Hout" ten oosten van Buchten komt de Aldenhofgraaf samen met de beek en zet zich vanaf hier voort als de Venkebeek.